# Lista de episódios de Designated Survivor
Designated Survivor é uma série de televisão estadunidense, dos gêneros drama político e suspense, criada por David Guggenheim e estrelada por Kiefer Sutherland, que foi ao ar na ABC (1–2 temporadas) e na Netflix (3ª temporada). O projeto pulou o piloto e foi ordenado diretamente como série em 14 de março de 2015, seguido por um anúncio formal em 6 de maio de 2016. O primeiro episódio estreou em 21 de setembro de 2016, com uma temporada completa encomendada oito dias depois. Em maio de 2018, a ABC cancelou a série após duas temporadas, afirmando não renová-la novamente. Em 5 de setembro de 2018, a Netflix resgatou a série para uma terceira temporada de 10 episódios, que estreou em 7 de junho de 2019. Em 24 de julho do mesmo ano, a Netflix cancelou o show por causa de problemas contratuais com os atores.
Na noite do Estado da União, uma explosão tira a vida do presidente dos Estados Unidos e todos no Linha Presidencial de sucessão, com exceção do Secretário de Habitação e Desenvolvimento Urbano Tom Kirkman, que foi nomeado o sobrevivente designado. Kirkman é imediatamente empossado como presidente, sem saber que o ataque é apenas o começo do que está por vir. 
Em 7 de junho de 2019, 53 episódios de "Designated Survivor" foram ao ar, concluindo a terceira temporada e finalizando a série.

## Resumo
| Temporada | Temporada | Episódios | Episódios | Exibição Original      | Exibição Original  | Exibição Original |
| Temporada | Temporada | Episódios | Episódios | Estreia de temporada   | Final de temporada | Canal             |
| --------- | --------- | --------- | --------- | ---------------------- | ------------------ | ----------------- |
|           | 1         | 21        | 21        | 21 de setembro de 2016 | 17 de maio de 2017 | ABC               |
|           | 2         | 22        | 22        | 27 de setembro de 2017 | 16 de maio de 2018 | ABC               |
|           | 3         | 10        | 10        | 7 de junho de 2019     | 7 de junho de 2019 | Netflix           |

## Episódios

### 1ª temporada (2016–17)
| No. na série | No. | Título                     | Dirigido por         | Escrito por                                                   | Exibição               | Audiência (milhões) |
| ------------ | --- | -------------------------- | -------------------- | ------------------------------------------------------------- | ---------------------- | ------------------- |
| 1            | 1   | "Pilot"                    | Paul McGuigan        | David Guggenheim                                              | 21 de setembro de 2016 | 10.04               |
| 2            | 2   | "The First Day"            | Brad Turner          | História por: Jon Harmon FeldmanRoteiro por: David Guggenheim | 28 de setembro de 2016 | 7.97                |
| 3            | 3   | "The Confession"           | Sergio Mimica-Gezzan | Jennifer Johnson & Paul Redford                               | 5 de outubro de 2016   | 7.05                |
| 4            | 4   | "The Enemy"                | Paul Edwards         | Dana Ledoux Miller & Jon Harmon Feldman                       | 12 de outubro de 2016  | 7.00                |
| 5            | 5   | "The Mission"              | Paul Edwards         | Sang Kyu Kim & Michael Russell Gunn                           | 26 de outubro de 2016  | 5.96                |
| 6            | 6   | "The Interrogation"        | Michael Katleman     | Barbie Kligman & Jenna Richman                                | 9 de novembro de 2016  | 5.56                |
| 7            | 7   | "The Traitor"              | Frederick E. O. Toye | Jennifer Johnson & Michael Russell Gunn                       | 16 de novembro de 2016 | 5.52                |
| 8            | 8   | "The Results"              | Chris Grismer        | Paul Redford & Sang Kyu Kim                                   | 30 de novembro de 2016 | 5.45                |
| 9            | 9   | "The Blueprint"            | Richard J. Lewis     | Dana Dedoux Miller & Michael Russell Gunn                     | 7 de dezembro de 2016  | 5.18                |
| 10           | 10  | "The Oath"                 | Frederick E. O. Toye | David Guggenheim                                              | 14 de dezembro de 2016 | 6.18                |
| 11           | 11  | "Warriors"                 | Stephen Surjik       | Paul Redford & Carol Flint                                    | 8 de março de 2017     | 5.86                |
| 12           | 12  | "The End of the Beginning" | Mike Listo           | David Guggenheim                                              | 15 de março de 2017    | 5.74                |
| 13           | 13  | "Backfire"                 | Tara Nicole Weyr     | Sang Kyu Kim & Pierluigi Cothran                              | 22 de março de 2017    | 5.21                |
| 14           | 14  | "Commander-in-Chief"       | Frederick E. O. Toye | Micheal Russel Gunn                                           | 29 de março de 2017    | 5.15                |
| 15           | 15  | "One Hundred Days"         | Kenneth Fink         | Dana Ledoux                                                   | 5 de abril de 2017     | 5.19                |
| 16           | 16  | "Party Lines"              | Mike Listo           | Jenna Richman                                                 | 12 de abril de 2017    | 4.82                |
| 17           | 17  | "The Ninth Seat"           | Frederick E. O. Toye | Paul Redford                                                  | 19 de abril de 2017    | 5.06                |
| 18           | 18  | "Lazarus"                  | Chris Grismer        | Jennifer Johnson                                              | 26 de abril de 2017    | 5.11                |
| 19           | 19  | "Misalliance"              | Norberto Barba       | Dana Ledoux Miller & Jenna Richman                            | 3 de maio de 2017      | 4.62                |
| 20           | 20  | "Bombshell"                | Sharat Raju          | Sang Kyu Kim                                                  | 10 de maio de 2017     | 4.92                |
| 21           | 21  | "Brace for Impact"         | Frederick E. O. Toye | David Guggenheim                                              | 17 de maio de 2017     | 5.07                |

### 2ª temporada (2017–18)
| No. na série | No. | Título               | Dirigido por         | Escrito por                            | Exibição                | Audiência (milhões) |
| ------------ | --- | -------------------- | -------------------- | -------------------------------------- | ----------------------- | ------------------- |
| 22           | 1   | "One Year In"        | Chris Grismer        | Keith Eisner                           | 27 de setembro de 2017  | 5.50                |
| 23           | 2   | "Sting of the Tail"  | Frederick E. O. Toye | Keith Eisner                           | 4 de outubro de 2017    | 4.80                |
| 24           | 3   | "Outbreak"           | Chris Grismer        | Ashley Gable                           | 11 de outubro de 2017   | 4.61                |
| 25           | 4   | "Equilibrium"        | Joe Lazarov          | Paul Redford & Keith Eisner            | 18 de outubro de 2017   | 4.34                |
| 26           | 5   | "Suckers"            | Fred Gerber          | Bill Chais                             | 25 de outubro de 2017   | 3.94                |
| 27           | 6   | "Two Ships"          | Leslie Libman        | Jessica Grasl                          | 1 de novembro de 2017   | 3.92                |
| 28           | 7   | "Family Ties"        | Milan Cheylov        | Pierluigi Cothran                      | 15 de novembro de 2017  | 4.05                |
| 29           | 8   | "Home"               | Ian Toynton          | Pat Cunnane                            | 29 de novembro de 2017  | 4.03                |
| 30           | 9   | "Three-Letter Day"   | Jeannot Szwarc       | Bill Chais & Ashley Arena              | 6 de dezembro de 2017   | 3.91                |
| 31           | 10  | "Line of Fire"       | Chris Grismer        | Keith Eisner                           | 13 de dezembro de 2017  | 4.39                |
| 32           | 11  | "Grief"              | Timothy Busfield     | Keith Eisner                           | 28 de fevereiro de 2018 | 3.72                |
| 33           | 12  | "The Final Frontier" | Sharat Raju          | Jeff Melvoin                           | 7 de março de 2018      | 3.60                |
| 34           | 13  | "Original Sin"       | Bosede Williams      | Ashley Gable                           | 14 de março de 2018     | 3.69                |
| 35           | 14  | "In The Dark"        | Carol Banker         | Bill Chains                            | 21 de março de 2018     | 3.98                |
| 36           | 15  | "Summit"             | Chris Grismer        | Jessica Grasl                          | 28 de março de 2018     | 3.80                |
| 37           | 16  | "Fallout"            | Joe Lazarov          | Tom Garrigus                           | 4 de abril de 2018      | 3.84                |
| 38           | 17  | "Overkill"           | Jeff T. Thomas       | Jeff Melvoin & Tracey Rice             | 11 de abril de 2018     | 3.29                |
| 39           | 18  | "Kirkman Agonistes"  | Leslie Libman        | Pierluigi D. Cothran & Patrick Cunnane | 18 de abril de 2018     | 3.51                |
| 40           | 19  | "Capacity"           | David Warry-Smith    | Keith Eisner                           | 25 de abril de 2018     | 3.36                |
| 41           | 20  | "Bad Reception"      | Chris Grismer        | Tom Garrigus & Jessica Grasl           | 2 de maio de 2018       | 3.47                |
| 42           | 21  | "Target"             | Timothy Bustfield    | Bill Chais & Ashley Gable              | 9 de maio de 2018       | 3.29                |
| 43           | 22  | "Run"                | Chris Grimer         | Keith Eisner                           | 16 de maio de 2018      | 3.54                |

### 3ª temporada (2019)
| No. na série | No. | Título                 | Dirigido por     | Escrito por                                    | Exibição           |
| ------------ | --- | ---------------------- | ---------------- | ---------------------------------------------- | ------------------ |
| 44           | 1   | "#thesystemisbroken"   | Chris Grismer    | Adam Stein                                     | 7 de junho de 2019 |
| 45           | 2   | "#slipperyslope"       | Peter Leto       | Dawn DeNoon                                    | 7 de junho de 2019 |
| 46           | 3   | "#privacyplease"       | Timothy Busfield | Peter Noah                                     | 7 de junho de 2019 |
| 47           | 4   | "#makehistory"         | Chris Grismer    | RIcardo Pérez González                         | 7 de junho de 2019 |
| 48           | 5   | "#nothingpersonal"     | Peter Leto       | Kendra Chanae Chapman                          | 7 de junho de 2019 |
| 49           | 6   | "#whocares"            | Chris Grismer    | Drew Westcott                                  | 7 de junho de 2019 |
| 50           | 7   | "#identity/crisis"     | Sudz Sutherland  | Adam Stein                                     | 7 de junho de 2019 |
| 51           | 8   | "#scaredsh*tless"      | Sudz Sutherland  | Kendra Chanae Chapman & Ricardo Pérez González | 7 de junho de 2019 |
| 52           | 9   | "#undecided"           | Peter Leto       | Dawn DeNoon                                    | 7 de junho de 2019 |
| 53           | 10  | "#truthorconsequences" | Chris Grismer    | Peter Noah                                     | 7 de junho de 2019 |